# Shadowsocks
Shadowsocks là một dự án phần mềm tự do nguồn mở giao thức an toàn được sử dụng rộng rãi tại Trung Quốc để vượt qua kiểm duyệt Internet. Dự án bắt đầu vào năm 2012 do một lập trình viên Trung Quốc tên "clowwindy" khởi xướng và nhiều cải tiến nâng cấp cho giao thức này đã được hoàn thành từ thời điểm đó. Bản thân Shadowsocks không phải là một proxy, mà là một phần mềm khách để kết nối đến proxy SOCKS5, tương tự tunnel SSH. Khi kết nối, lưu lượng internet được điều hướng qua proxy. Không như SSH tunnel, shadowsocks cũng có thể điều hướng qua proxy các lưu lượng UDP.